# جوزويية (دشتاب)
جوزوییة (بالفارسية: جوزوییه) هي قرية تقع في إيران في قسم دشتاب الريفي. يقدر عدد سكانها بـ 39 نسمة بحسب إحصاء 2016.